# Joël Santoni
Joël Santoni (Fez, 1943. november 5. – Párizs, 2018. április 19.) francia filmrendező, forgatókönyvíró, producer.

## Filmjei
- Les yeux fermés (1972, forgatókönyvíró, rendező, producer)
- La course en tête (1974, dokumentumfilm, forgatókönyvíró, rendező)
- Tojásrántotta (Les oeufs brouillés) (1976, forgatókönyvíró, rendező)
- Ils sont grands, ces petits (1979, forgatókönyvíró, rendező)
- Les héroïques (1981, tv-film, rendező)
- Mort un dimanche de pluie (1986, forgatókönyvíró, rendező, producer)
- Coeurs croisés (1987, producer)
- Les soeurs du Nord (1989, tv-film, forgatókönyvíró, rendező)
- Une famille formidable (1992–2017, tv-sorozat, 40 epizód – forgatókönyvíró, 37 epizód – rendező, 22 epizód – producer)
- Papa est un mirage (1996, tv-film, forgatókönyvíró)
- 17 ans et des poussières (1996, tv-film, rendező)
- Clara et son juge (1997, tv-film, rendező)
- Cassidi et Cassidi: Le démon de midi (1997, tv-film, rendező)
- Cassidi et Cassidi: Le prix de la liberté (1997, tv-film, rendező)
- Maintenant et pour toujours (1998, tv-film, rendező)
- La vocation d'Adrienne (1999–2000, tv-sorozat, egy epizód – forgatókönyvíró, két epizód – rendező)
- Le prix de la vérité (2001, tv-film, forgatókönyvíró, rendező)
- Les copains d'abord (2004, tv-film, forgatókönyvíró, rendező)
- Ces fromages qu'on assassine (2007, dokumentumfilm, forgatókönyvíró, rendező)
- Désobéir (Aristides de Sousa Mendes) (2008, tv-film, forgatókönyvíró, rendező)
- Aveugle mais pas trop (2009, tv-film, producer)
- Kiegyezem anyámmal (Petits arrangements avec ma mère) (2012, producer)
- Fivér és nővér (Frère & soeur) (2012, tv-film, producer)
- Életem két szerelme (Mes deux amours) (2012, producer)
- Marge d'erreur (2014, tv-film, forgatókönyvíró, rendező, producer)
- Au revoir... et à bientôt! (2015, tv-film, forgatókönyvíró)